# Gerecze Péter
Gerecze Péter (Dés, 1856. május 23. – Pestújhely, 1914. november 2.) régész, művészettörténész.

## Életpályája
Egyetemi tanulmányait Kolozsváron végezte. 1881-1893 között a pécsi főreáliskolánál tanított, később, 1894-1914 között Budapesten volt egyetemi tanár. Művészettörténeti tanulmányokat folytatott Németországban, Franciaországban és Olaszországban.
1878-tól eleinte különböző vidéki szaklapokban, majd az Archaeologiai Értesítőben és az Archaeológiai Közleményekben publikált. 
Írásaiban főleg a pécsi székesegyházzal, részben más Árpád-kori templomokkal (Bencés kolostor (Somogyvár), Szent Márton-templom (Feldebrő), Aracsi pusztatemplom) foglalkozott. Ő kezdte meg a pilisszentkereszti romok feltárását. 
1893-tól Budapesten dolgozott, ahol tagja volt az Országos Régészeti és Embertani Társulat igazgató választmányának, a Műemlékek Országos Bizottságának. Gerecze lakhelye, Pestújhely közéletének meghatározó alakja volt, a település önállódosásának kivívásában jelentős szerepet töltött be. Nem sokkal halála előtt kezdett ásatásokat Rákospalotán, Pestújhely határában, nevéhez köthető a középkori Regtelek feltárása.

„E század elején Gerecze Péter, műemlékeink tudós kutatója értékes domborművet talált a romok között; ez a Nemzeti Múzeumban őrzött „aracsi kő”. Ábrázolásairól azóta számos tanulmány született. A kövön látható templom rajza és az azóta történt ásatások valószínűsítik, hogy a mostani, háromhajós templomot megelőzően itt már volt egy kisebb, igen korai, nyugati előcsarnokkal rendelkező templom, amit görög, bazilika szerzetesek építhettek.”

– Bodor Ferenc: Innen és túl a Magurán

## Főbb művei

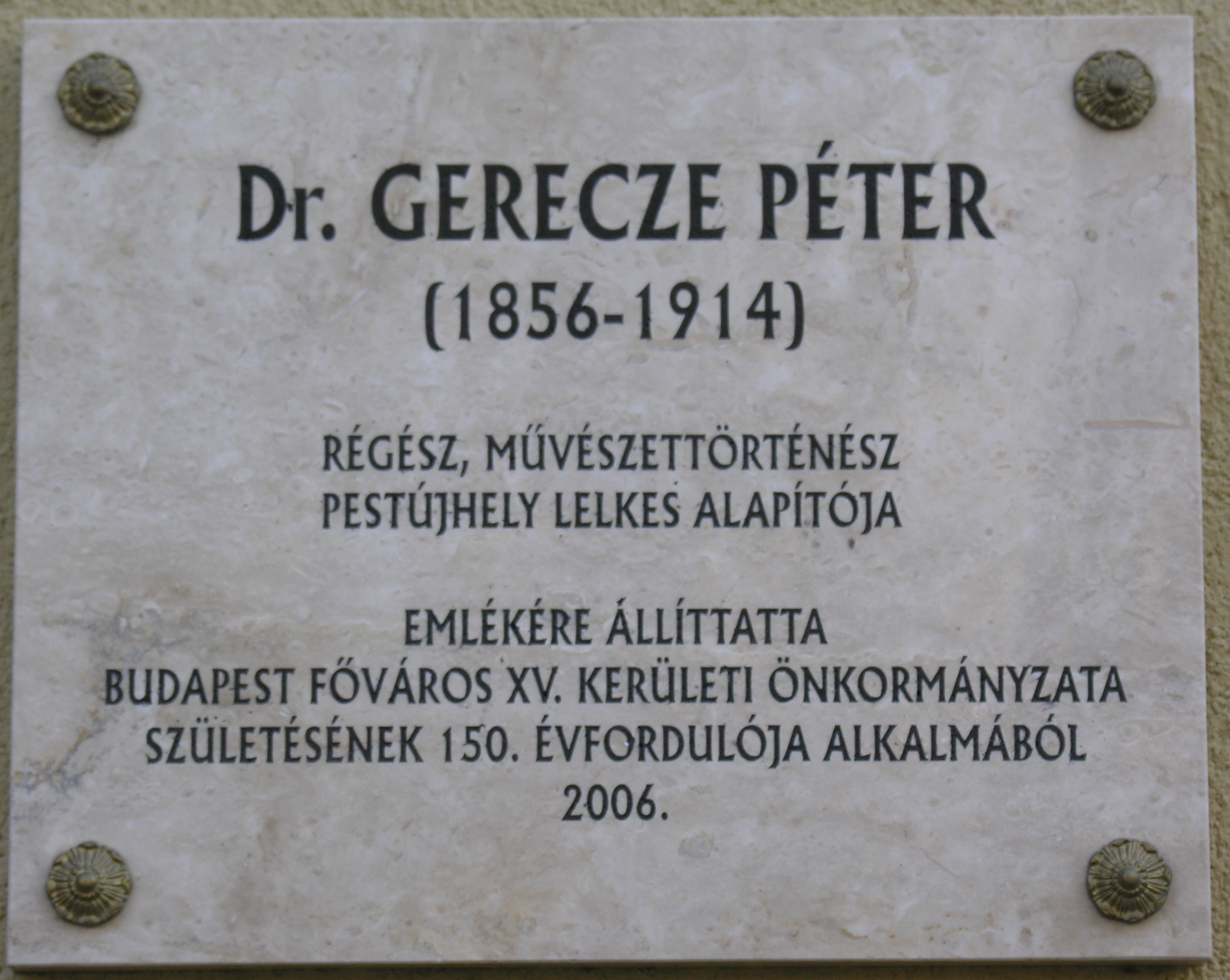
Gerecze Péter emléktáblája,
Budapest, XV. kerület, Pestújhelyi út 38.

- Kazinczy Ferenc vallási és bölcselmi nézetei; Ramazatter Ny., Pécs, 1881
- A Pécsi székesegyház. Útmutató a templom megtekintésére; Budapest, 1893
- Szent Simeon ezüst koporsója Zárában; Franklin, Budapest, 1895
- A pécsi székes egyház egykori oltársátra és szobrászati maradványai, Budapest, 1897
- A debrői altemplom, 1897
- A somogyvári Szt. Egyed monostortemplom maradványai, 1897
- Szobrászati emlékek Magyarországon  különös tekintettel az ezredéves történelmi kiállítás szobrászati részére, 1898
- A biblia és művészetek, 1898
- Morvay Győző–Gerecze Péter: A képzőművészetek története; Lampel, Budapest, 1900 (Ifjúsági könyvtár)
- Magyarország Műemlékei II kötet, Szerkesztette Forster Gyula, 1905
- A műemlékek helyrajzi jegyzéke és irodalma, 1906
- Morvay Győzővel: A képzőművészetek története – Lampel Róbert (Wodianer F. és fiai) – Budapest, 1900
- Bakó Zsuzsanna Ildikó: Gerecze Péter fényképhagyatéka; OMvH, Budapest, 1993 (Forráskiadványok. Országos Műemlékvédelmi Hivatal)

## Külső hivatkozások
- Pilisszentkereszt, Ciszter apátság története
- Pilisszentkereszt, Ciszter apátság feltárása
- Aracsi Pusztatemplom
- Az Aracsi Emlékkő
- Jánó Mihály A Székelyföld középkori (13-15. század) falképeinek kutatástörténete
- Művészet
- A XV. ker. Önkormányzat honlapja